# Camden, Ohio
Camden là một làng thuộc quận Preble, tiểu bang Ohio, Hoa Kỳ. Năm 2010, dân số của làng này là 2046 người.

## Dân số
- Dân số năm 2000: 2302 người.
- Dân số năm 2010: 2046 người.